# Canton de Plaisance
Le canton de Plaisance est une ancienne division administrative française située dans le département du Gers et la région Midi-Pyrénées.
Depuis le redécoupage cantonal de 2014, Plaisance est devenu le bureau centralisateur du nouveau canton de Pardiac-Rivière-Basse.

## Géographie
Ce canton était organisé autour de Plaisance dans l'arrondissement de Mirande. Son altitude variait de 110 m (Izotges) à 246 m (Beaumarchés) pour une altitude moyenne de 144 m.

## Composition
Le canton de Plaisance regroupait quatorze communes et comptait 4 299 habitants (population municipale) au 1er janvier 2012.
| Communes            | Population (2012) | Code postal | Code Insee |
| ------------------- | ----------------- | ----------- | ---------- |
| Beaumarchés         | 588               | 32160       | 32036      |
| Cahuzac-sur-Adour   | 171               | 32400       | 32070      |
| Cannet              | 55                | 32400       | 32074      |
| Couloumé-Mondebat   | 243               | 32160       | 32109      |
| Galiax              | 189               | 32160       | 32136      |
| Goux                | 84                | 32400       | 32151      |
| Izotges             | 74                | 32400       | 32161      |
| Jû-Belloc           | 305               | 32160       | 32163      |
| Lasserade           | 226               | 32160       | 32199      |
| Plaisance           | 1 479             | 32160       | 32319      |
| Préchac-sur-Adour   | 213               | 32160       | 32330      |
| Saint-Aunix-Lengros | 117               | 32160       | 32362      |
| Tasque              | 216               | 32160       | 32440      |
| Tieste-Uragnoux     | 121               | 32160       | 32445      |

## Administration

### Conseillers généraux de 1833 à 2015
| Période | Période           | Identité                                                   | Étiquette                                          | Qualité |
| ------- | ----------------- | ---------------------------------------------------------- | -------------------------------------------------- | --- |
| 1833    | 1842 (décès)      | Joseph Louis Lanafoërt (1788-1842)                         | La Montagne (favorable à la république)            | Avocat puis magistrat à Auch Notaire, maire de Plaisance (1821-1842), jurisconsulte à Paris |
| 1842    | 1858 (décès)      | Théodore de Laterrade (1797-1858)                          |                                                    | Propriétaire à Lasserade, conseiller d'arrondissement |
| 1858    | 1869 (décès)      | Jean François Doat                                         | Libéral et Républicain                             | Notaire et Avoué près la Cour Royale d'Appel d'Agen, Maire de Plaisance (1848-1852), conseiller d'arrondissement, Conseiller Général du Gers (1858-1869), Président de la commission des finances du département du Gers. |
| 1869    | 1904 (décès)      | Paul de Granier de Cassagnac                               | Appel au Peuple (Bonapartiste) puis Extrême droite | Journaliste, rédacteur du Pays Maire de Couloumé Député (1876-1893 et 1898-1902) |
| 1904    | 1905 (annulation) | Paul Julien Granier de Cassagnac                           |                                                    | |
| 1905    | 1937              | Paul Julien Granier de Cassagnac, (fils de P.de Cassagnac) | Républicain                                        | Directeur du journal L'Autorité Avocat Député (1919-1924) |
| 1937    | 1940              | Victor Lamothe                                             | SFIO                                               | Propriétaire à Beaumarchés |
|         |                   |                                                            |                                                    | |
| 1943    | 1945              | Louis Pustienne (1893-1962)                                |                                                    | Conseiller d'arrondissement, maire de Galiax Nommé conseiller départemental en 1943 |
|         |                   |                                                            |                                                    | |
| 1945    | 1949              | Victor Lamothe                                             | SFIO                                               | Maire de Beaumarchés (1944-1952) |
| 1949    | 1992              | Jean-Louis Quéreillahc                                     | Rad.ind. puis UDR puis DVD puis DVG puis PS        | Ecrivain-paysan Maire de Plaisance de 1965 à 1989 |
| 1992    | 2011              | Régis Soubabère                                            | DVD puis UMP                                       | Agent immobilier Maire de Plaisance (2001-2020) |
| 2011    | 2015              | Gérard Castet                                              | MRC                                                | Fonctionnaire retraité Maire de Beaumarchés depuis 1983 Elu en 2015 dans le canton de Pardiac-Rivière-Basse |

### Conseillers d'arrondissement (de 1833 à 1940)
| Période                                  | Période | Identité               | Étiquette                     | Qualité |
| ---------------------------------------- | ------- | ---------------------- | ----------------------------- | --- |
| 1833                                     | 1839    | M. Magenc              |                               | Ancien officier, chef de bataillon de la Garde nationale du canton, propriétaire à Plaisance                |
| 1839                                     | 1842    | Théodore de Laterrade  |                               | Ancien officier d'infanterie, propriétaire à Lasserade                                                      |
| 1842                                     | 1858    | Jean François Doat     |                               | Notaire à Plaisance                                                                                         |
|                                          |         |                        |                               | |
| 1880                                     | 1886    | M. Maugens             | Républicain                   | |
| 1886                                     |         | M. Boussès de Fourcaud | Conservateur                  | Propriétaire à Beaumarchés                                                                                  |
|                                          |         |                        |                               | |
| 1919                                     | 1922    | Joseph Ponsan          | Droite                        | Vétérinaire à Plaisance                                                                                     |
| 1922                                     |         | M. Broqua              | RG                            | |
|                                          |         | Léopold Barbé          | Conc.rép. et défense agricole | |
|                                          | 1940    | Louis Pustienne        |                               | Maire de Galiax                                                                                             |
| 1940                                     |         |                        |                               | Les conseils d'arrondissement ont été suspendus par la loi du 12 octobre 1940 et n'ont jamais été réactivés |
| Les données manquantes sont à compléter. |         |                        |                               | |

## Démographie
| 1962  | 1968  | 1975  | 1982  | 1990  | 1999  | 2006  | 2011  | 2012  |
| ----- | ----- | ----- | ----- | ----- | ----- | ----- | ----- | ----- |
| 4 600 | 4 391 | 4 236 | 4 163 | 4 120 | 4 081 | 4 206 | 4 301 | 4 299 |